# 마리후정
마리후정(麻里布町)은 야마구치현 구가군에 있던 정이다. 현재의 이와쿠니시에 해당한다.

## 역사
- 1889년 4월 1일 - 정촌제 시행에 의해 쇼조쿠촌, 무로노키촌, 이마즈촌, 하시라지마의 구역을 가지고 마리후촌이 성립하였다.
- 1928년 4월 29일 - 정으로 승격해 마리후정이 되었다.
- 1940년 4월 1일 - 이와쿠니정, 가와시모촌, 아타고촌, 나다촌과 합병해 이와쿠니시가 성립해, 동일 마리후정은 폐지되었다.

## 교통

### 철도
- 철도성
  - 산요본선

### 도로
- 국도 제2호선

## 참고문헌
- 角川日本地名大辞典 35 山口県